# Солнечное затмение 8 июля 1842 года
Солнечное затмение 8 июля 1842 года — полное солнечное затмение, произошедшее в пятницу, 26 июня (8 июля) 1842 года.
Для наблюдения затмения на территории Российской империи была снаряжена экспедиция в Пензу, в которой приняли участие сотрудники Казанского университета Н. И. Лобачевский (руководитель), Э. А. Кнорр и М. В. Ляпунов. В Пензе к ним присоединились студент университета Э. Э. Магзиг и преподаватели Пензенской гимназии В. П. Хватунов и В. П. Трофимов.
Наблюдавший затмение в Италии Фрэнсис Бейли сосредоточил своё внимание на солнечной короне и протуберанцах, идентифицировав их как часть солнечной атмосферы. Им был зафиксирован эффект, который получил название Чётки Бейли.